# Cmentarz wojenny nr 66 – Małastów
Cmentarz wojenny nr 66 – Małastów – cmentarz z I wojny światowej znajdujący się we wsi Małastów w powiecie gorlickim, w gminie Sękowa, zaprojektowany przez Hansa Mayra. Jeden z ponad 400 zachodniogalicyjskich cmentarzy wojennych zbudowanych przez Oddział Grobów Wojennych C. i K. Komendantury Wojskowej w Krakowie. Należy do III Okręgu Cmentarnego Gorlice.

## Opis
Cmentarz znajduje się na zboczu wzgórza, na skraju lasu (obecnie cały obiekt i jego okolice są zarośnięte gęstym lasem), przy leśnej drodze wnoszącej się wzdłuż strumienia.
Cmentarz ma kształt prostokąta o powierzchni około 332 m². Otoczony jest z 4 stron ogrodzeniem z ociosanego kamienia. W prawym dolnym narożniku cmentarza znajduje się parometrowy kamienny obelisk. W środku ogrodzenia znajduje się drewniana bramka wejściowa, od której biegnie wybrukowana ścieżka rozdzielająca teren cmentarza na dwie części. Groby są obramowane i oznaczone nagrobkami w formie żeliwnych krzyży z datą 1915 oraz małych żeliwnych krzyży lotaryńskich na betonowych podestach.
Na cmentarzu pochowano w 4 mogiłach zbiorowych 118 żołnierzy:
- 41 austro-węgierskich m.in. z 18 Pułk Piechoty Austro-Węgier, 28 Pułk Piechoty Austro-Węgier, 33 Pułk Piechoty Austro-Węgier;
- 77 rosyjskich

poległych 2 maja 1915.

## Galeria

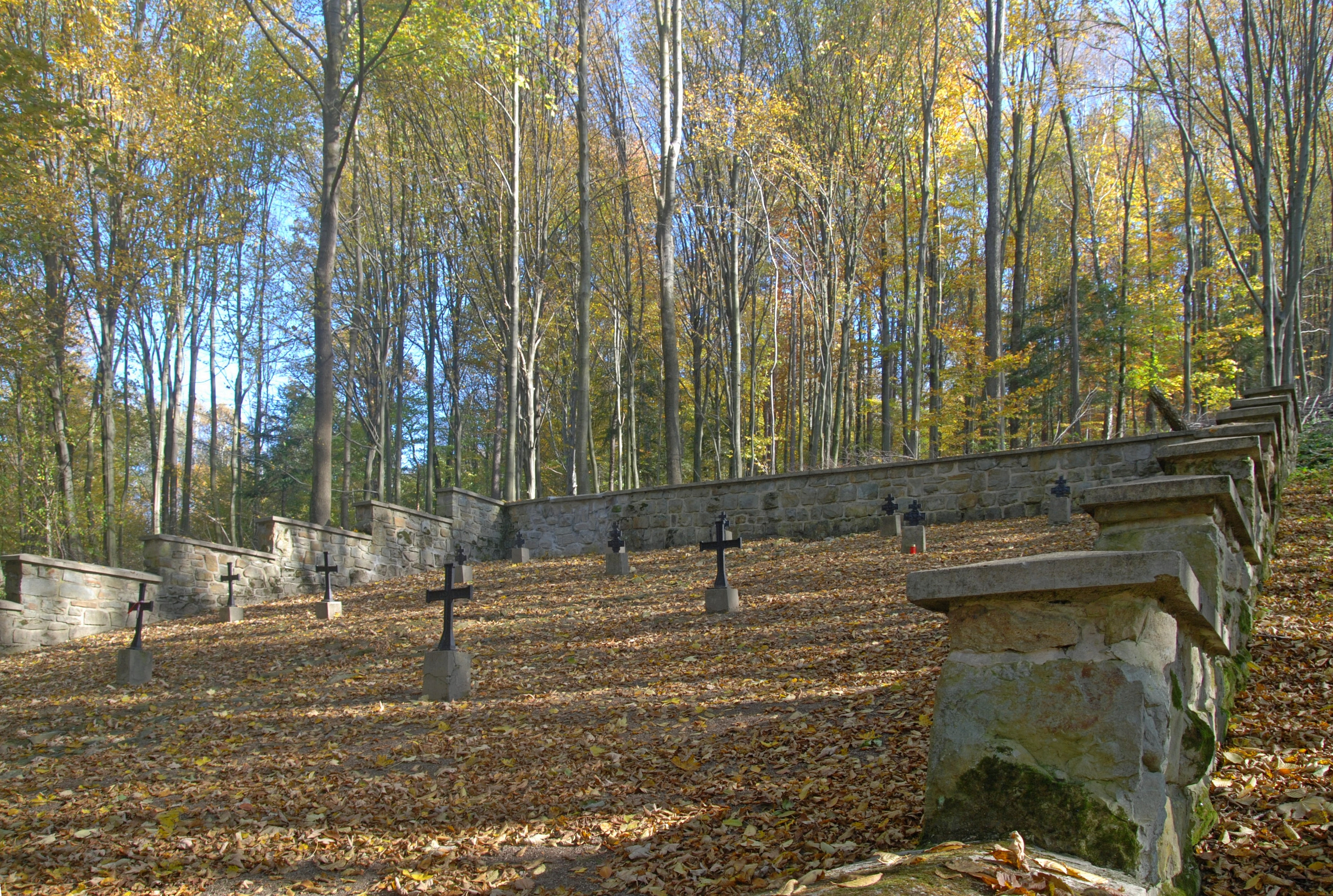
Fragment cmentarza
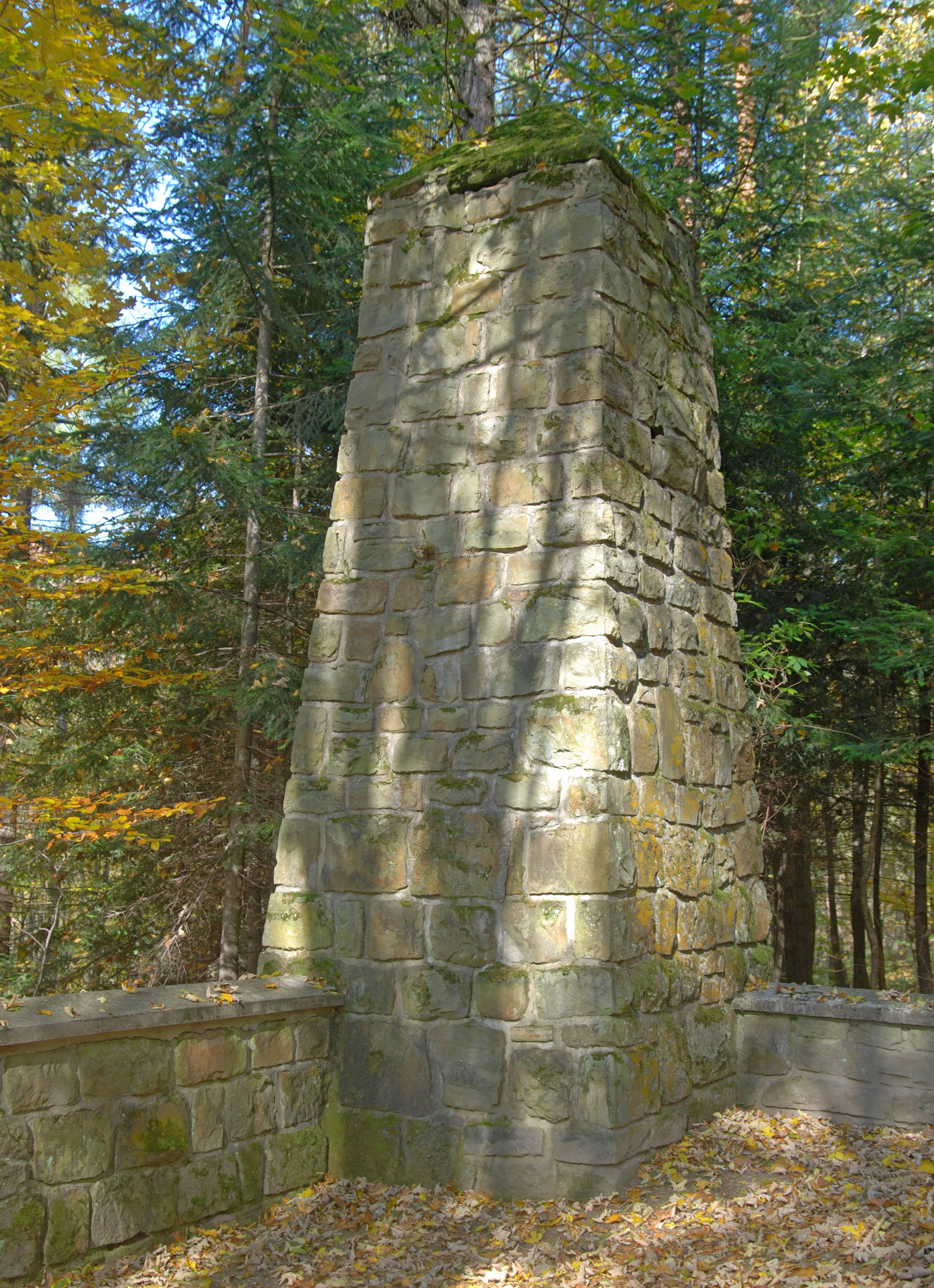
Obelisk
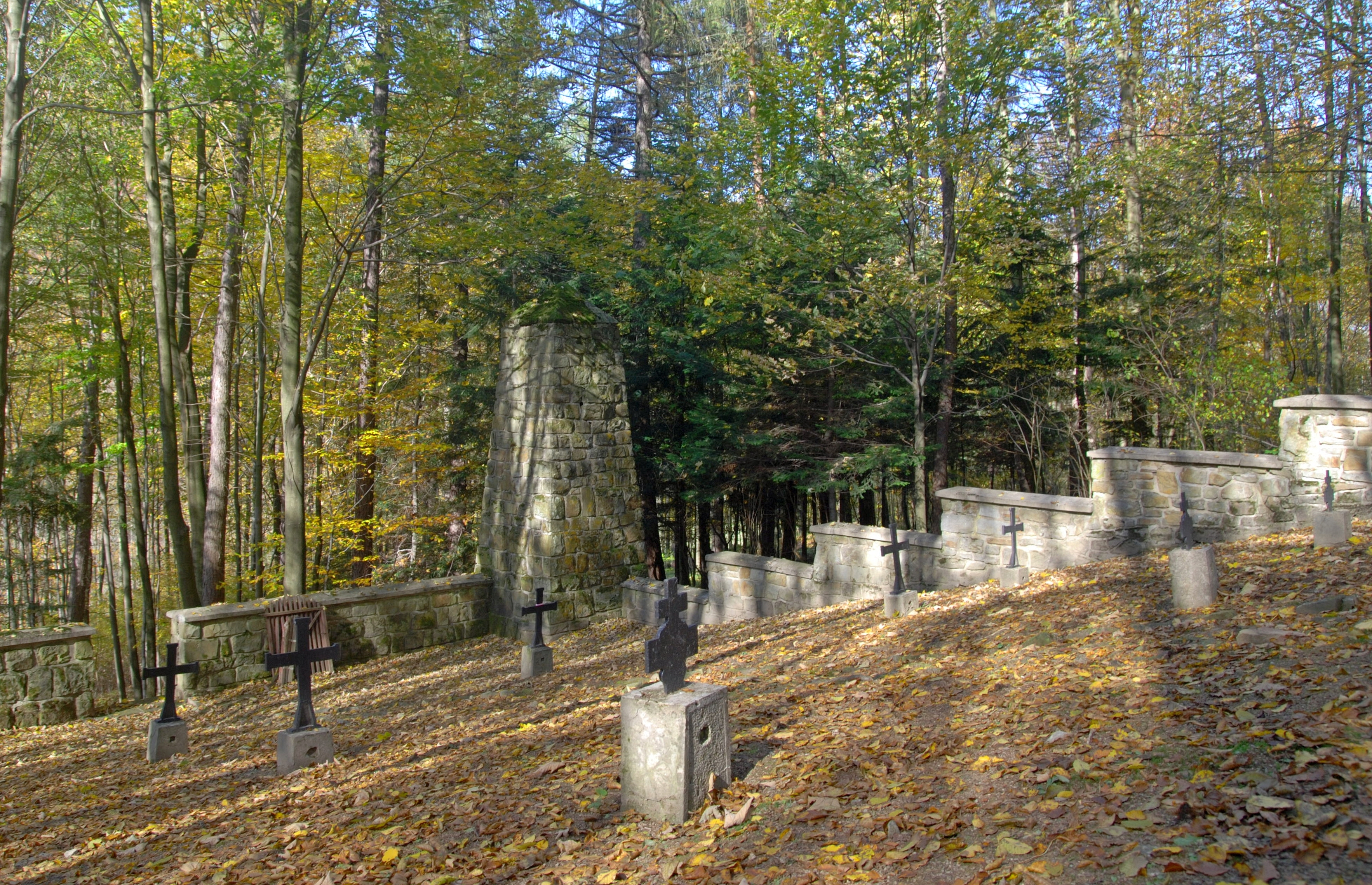
Fragment cmentarza
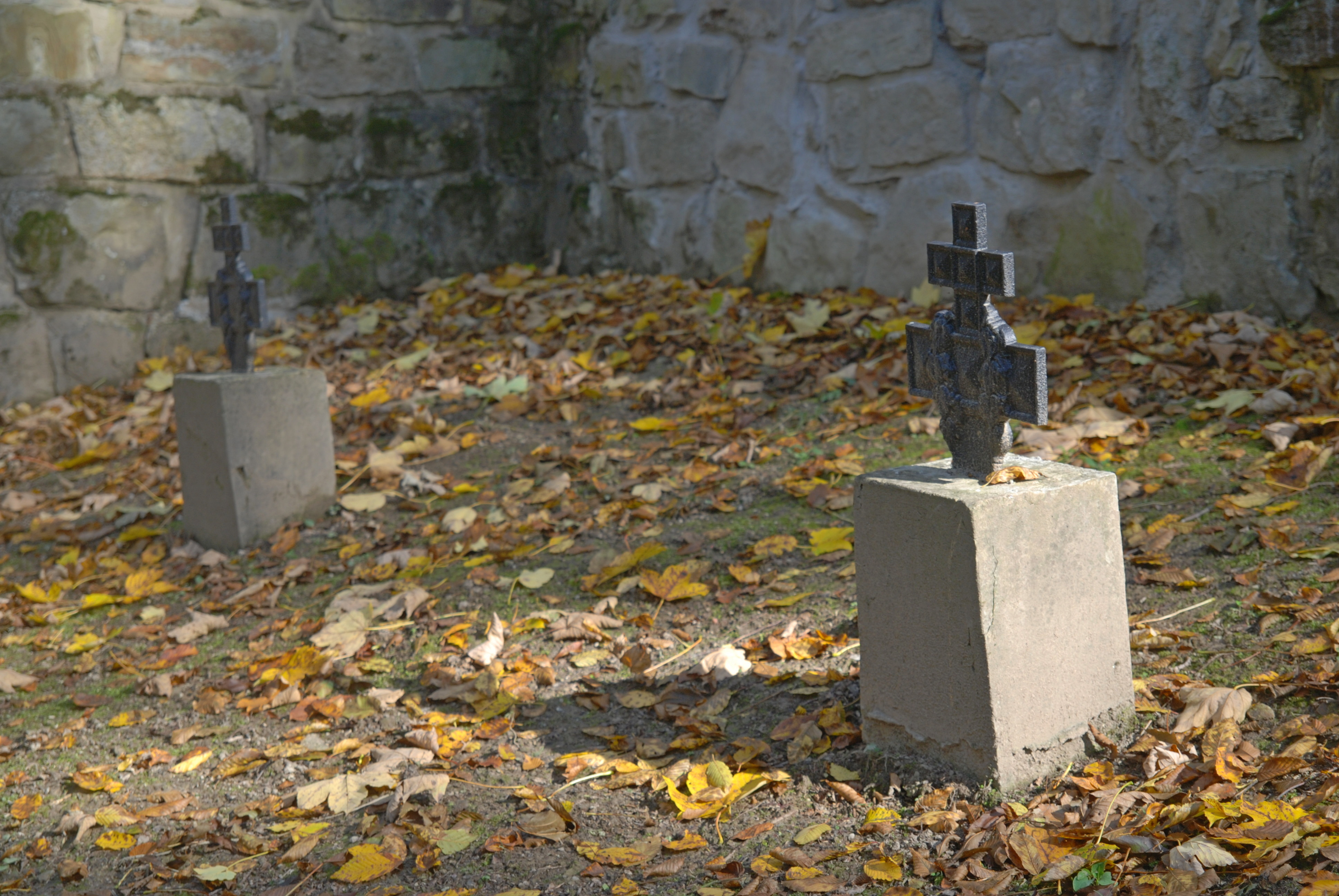
Nagrobki z krzyżami rosyjskimi Ludwiga
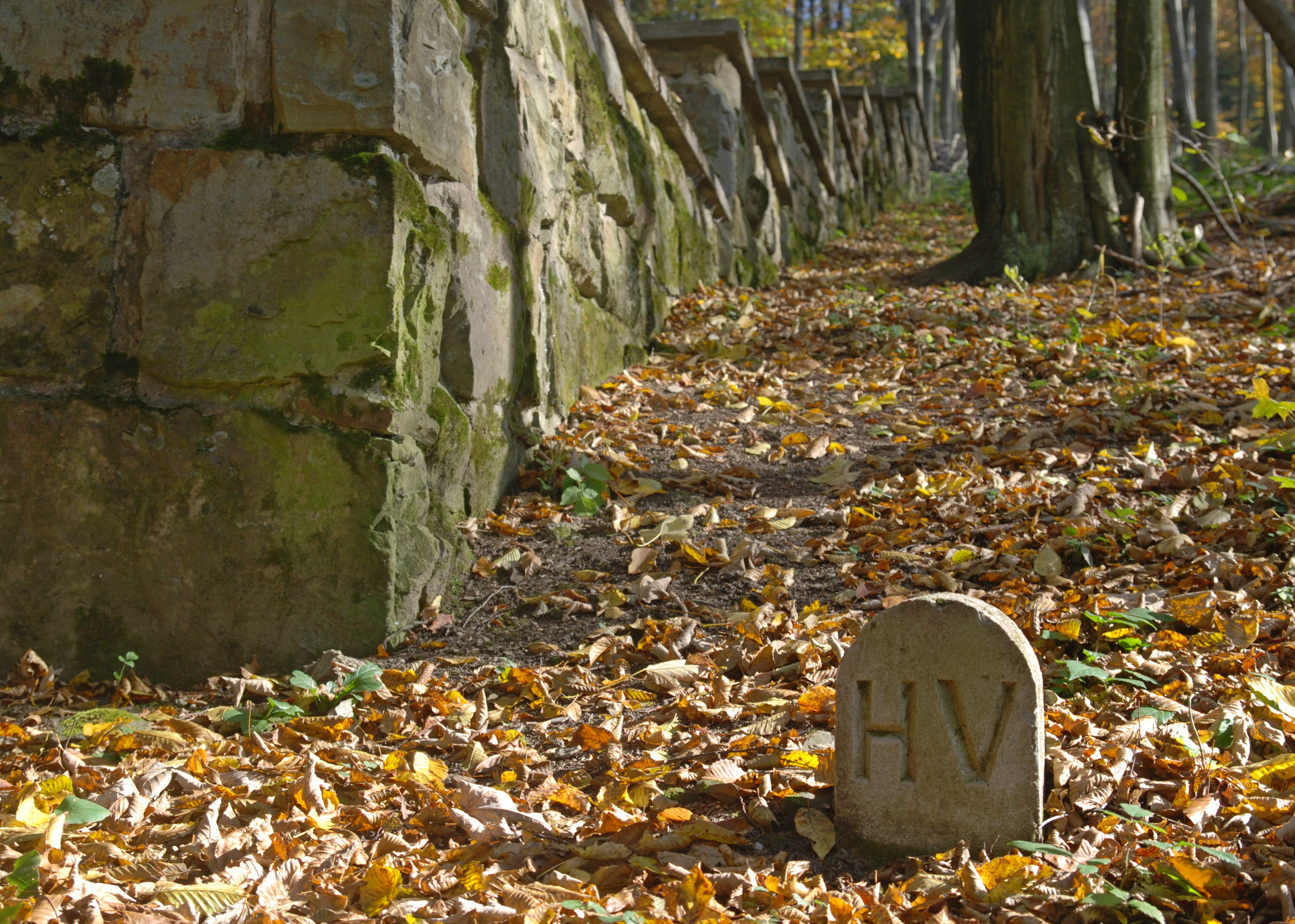
Cmentarny granicznik
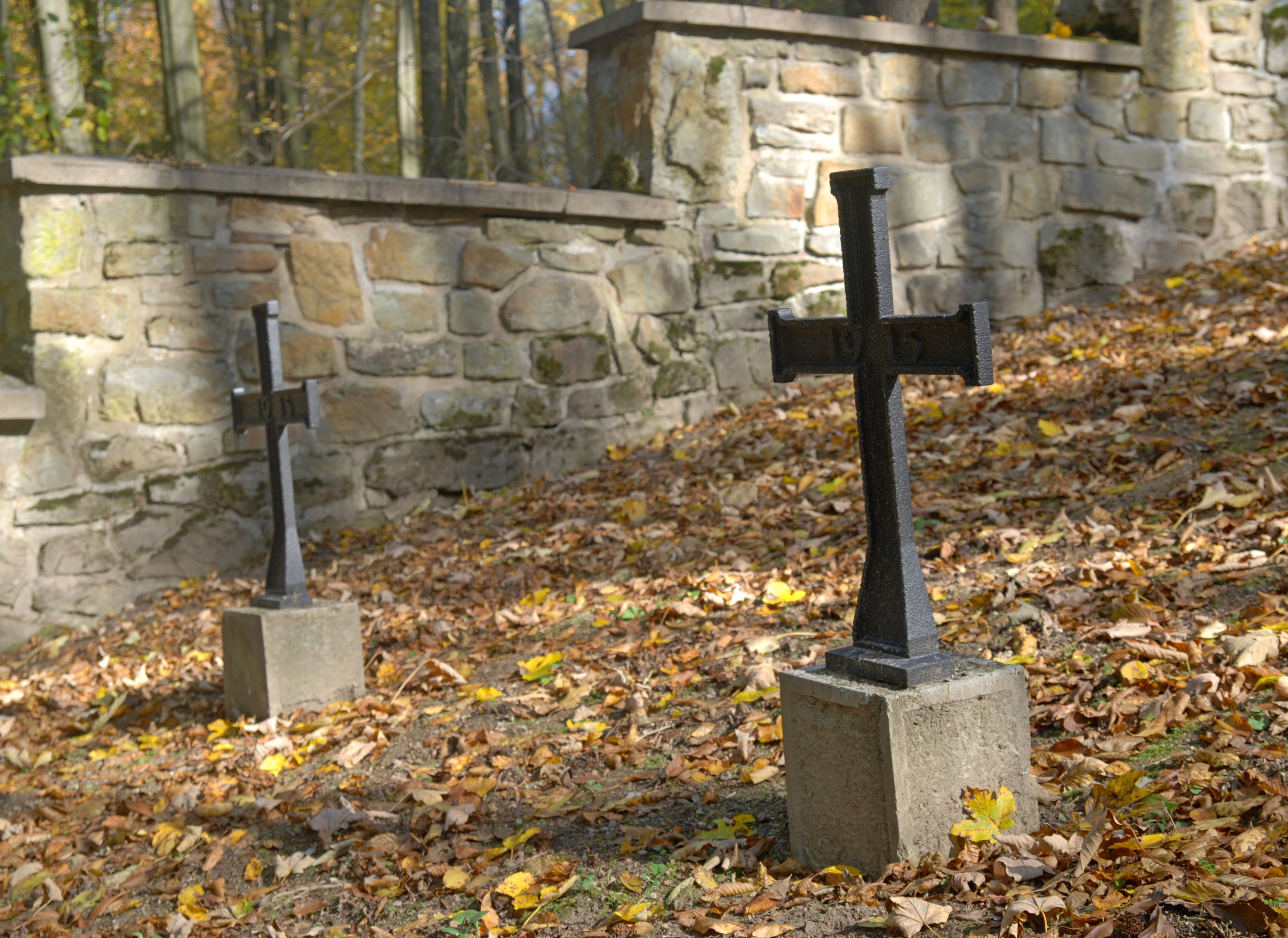
Nagrobki z krzyżami austriackimi Ludwiga